# Podzemna željeznica Tbilisi
Podzemna željeznica Tbilisi (gruzijski: თბილისის მეტროპოლიტენი, ruski: Тбилисское Метро) - podzemni željeznički sustav u gruzijskom glavnom gradu Tbilisiju. Pokrenuta je 1966., kao četvrti sustav podzemne željeznice u bivšem Sovjetskom Savezu.
Podzemna željeznica Tbilisi ima dvije linije duljine 26,4 km s 22. postaje. Planira se izgraditi treća linija podzemne željeznice. Zbog teškog terena na nekoliko mjesta podzemna željeznica izbija na površinu. Radi od 6:00 do 01:00 i vlak dolazi svakih 7 minuta, a u špici - svakih 4-5 minuta. U 2005. godini, u podzemnoj željeznici u Tbilisiju prevezlo se ukupno 105,6 milijuna putnika.

## Mreža
Postojeće linije
| #       | Ime                       | Otvorena | Duljina | Postaje |
| ------- | ------------------------- | -------- | ------- | ------- |
| 1       | Linija Ahmeteli–Varketili | 1966.    | 20,1 km | 16      |
| 2       | Linija Saburtalo          | 1979.    | 7,0 km  | 6       |
| Ukupno: | Ukupno:                   | Ukupno:  | 27,1 km | 22      |

Planirana linija
| # | Ime                         | Otvorena  | Duljina | Postaje |
| - | --------------------------- | --------- | ------- | ------- |
| 3 | Linija Rustaveli–Vazisubani | Planirana | 5 km    | 5       |